# Конти (Пясечинський повіт)
Конти (пол. Kąty) — село в Польщі, у гміні Ґура-Кальварія Пясечинського повіту Мазовецького воєводства.
Населення — 877 осіб (2011).
У 1975-1998 роках село належало до Варшавського воєводства.

## Демографія
Демографічна структура станом на 31 березня 2011 року:
|          | Загалом | Допрацездатний вік | Працездатний вік | Постпрацездатний вік |
| -------- | ------- | ------------------ | ---------------- | -------------------- |
| Чоловіки | 426     | 110                | 282              | 34                   |
| Жінки    | 451     | 97                 | 265              | 89                   |
| Разом    | 877     | 207                | 547              | 123                  |